# Ostrov Petra I.
Ostrov Petra I., norsky Peter I Øy, je neobydlený sopečný ostrov v Bellingnshausenově moři u pobřeží Antarktidy. Prvně byl spatřen ruskou výpravou von Belingshausena 21. ledna 1821. Ostrov byl pojmenován po caru Petru I.
Když mořeplavec Ola Olstad vstoupil na ostrov 2. února 1929, prohlásil ostrov norským územím. 

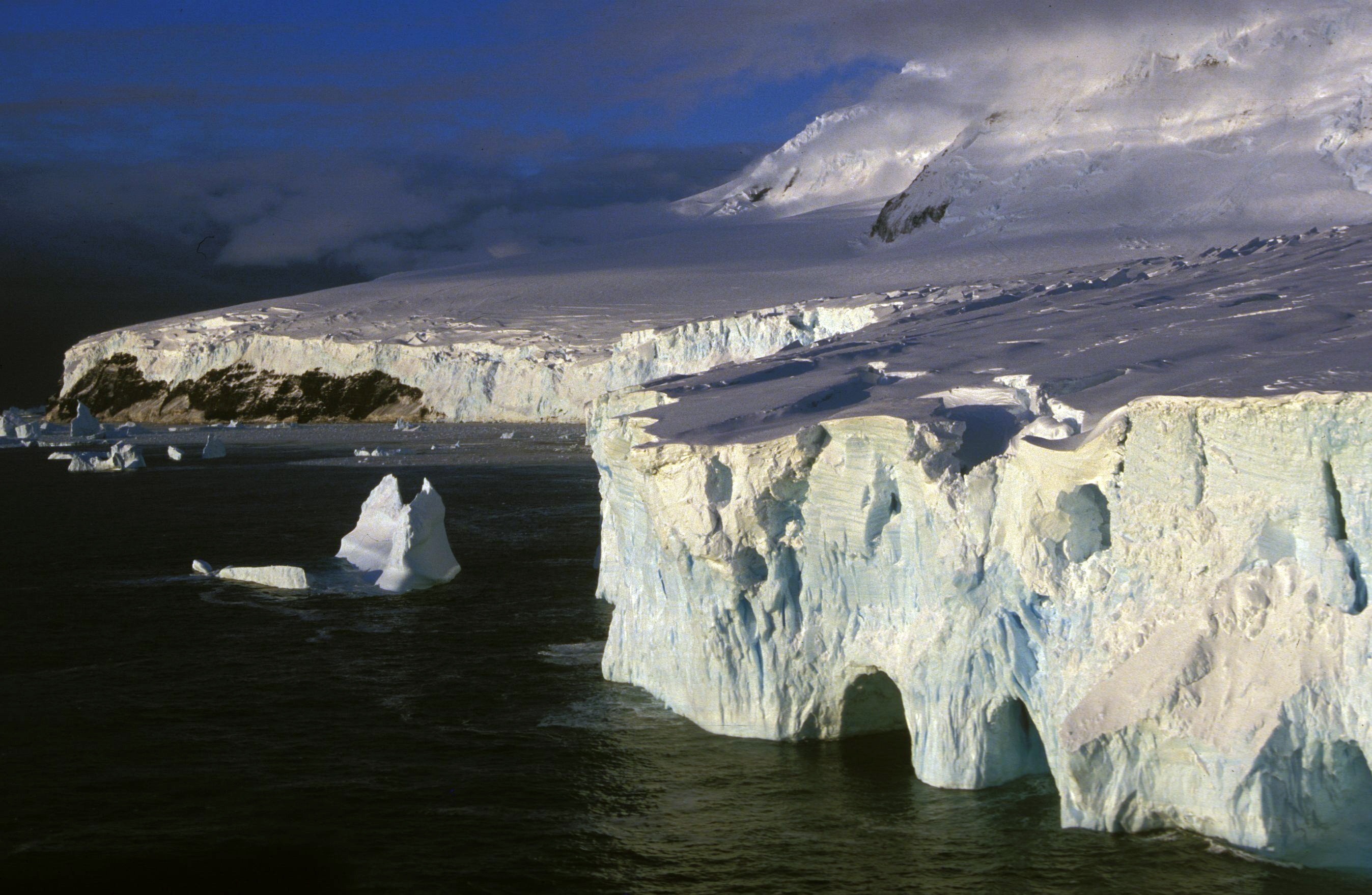
Pobřeží ostrova Petra I. (1994)

Ostrov Petra I. má rozlohu 243 km². Jeho nejvyšší bod Lars Christensentoppen dosahuje nadmořské výšky 1755 metrů, jedná se o vrchol sopky, o které není známo, zda je aktivní. Horní část vrcholu není zřejmě modelována ledovcovou činností, což možná ukazuje na aktivitu v posledních několika stoletích. Ostrov Petra I. leží zhruba 450 km severně od Eightsova pobřeží. Ostrov je, až na krátký čas v pozdním létě, obklopen polem ledových ker a je z 95 % zaledněn.
V roce 1987 vyslal Norský polární institut na ostrov pět vědců, kteří zde pobyli celkem sedm dnů. Na ostrově prováděli převážně topografická měření za účelem pořízení přesných map. Na ostrově zanechali automatickou meteorologickou stanici.